# Parafia św. Judy Tadeusza w Krakowie
Parafia św. Judy Tadeusza – parafia rzymskokatolicka należąca do dekanatu Kraków-Mogiła archidiecezji krakowskiej w dzielnicy Czyżyny przy ulicy Wężyka.

## Historia parafii
W 1935 kardynał Adam Stefan Sapieha powierzył budowę kościoła księdzu Józefowi Zastawniakowi z myślą o utworzeniu w przyszłości przy nowym kościele odrębnej parafii.
16 października 1936 poświęcono kamień węgielny.Pierwszą mszę świętą odprawiono 25 grudnia 1936 w miejscu wznoszonego kościelnego prezbiterium. Świątynia w stanie surowym była gotowa w 1939, wybuch wojny uniemożliwił wybudowanie kościelnej wieży. Konsekracja kościoła miała miejsce w 1942. Mimo toczącej się wojny w kościele kompletowano wyposażenie. W styczniu 1945 pocisk z sowieckiego czołgu w czasie operacji wyzwalania Krakowa uszkodził zachodnią ścianę kościoła niszcząc witraże i burząc mur zakrystii.
W kwietniu 1951 utworzono odrębną parafię obejmującą swoim zasięgiem Czyżyny i Łęg. W latach 1989–1991 dobudowano przewidzianą wcześniejszymi planami kościelną wieżę. W 1995 ponownej konsekracji świątyni dokonał kardynał Franciszek Macharski.

## Kościół
Kościół jest budowlą bazylikową, trójnawową, o półkoliście zakończonym prezbiterium, nawa główna została nakryta sklepieniem kolebkowym z lunetami. We wnętrzu prezbiterium znajdują się mozaiki z wyobrażeniami polskich świętych i błogosławionych. Świątynię pokrywa polichromia ze scenami z życia Chrystusa.

## Terytorium parafii
Ulice: Bieńczycka, Boguszówka, Centralna, Cichociemnych AK, Cuplowa, Dolna, Dolnomłyńska, Do Wisły, Gałczyńskiego, Habina, os. Handlowe bloki 1 i 2, Isep, al. Jana Pawła II od nru 72, Kamionka, os. Kolorowe, Kwiatów Polskich, Ławnicza, al. Najświętszej Maryi Panny Niepokalanej, Na Łąkach, Narciarska, Nastrojowa, Na Załęczu, Nowohucka, Odmentowa od nru 98, Osiedle, bpa Padniewskiego, Podbipięty Longina 86, al. Pokoju od nru 71, Poleska, os. II Pułku Lotniczego bloki 41, 42, 44-50, Sikorki, Siwka, Sołtysowska, Stręcka, Strumyk, Szafrańska, Śliwkowa, Tabaczna, bp Tomickiego, Tuwima, Wężyka, Woźniców, Wysockiej, Zapusta, ks. Zastawniaka, Zatyka

## Duszpasterze
Proboszczowie:
- ks. Józef Zastawniak (1935–1960)
- ks. Stanisław Michałek (1960–1986)
- ks. Zbigniew Gerle (1986–1993)
- ks. Jan Gwizdoń (1993–2010)
- ks. dr Czesław Sandecki (2010–2020)
- ks. Sebastian Nowicki (administrator, 2020–2021)
- ks. Zygmunt Kosowski (od 2021)

Wikariusze:
- ks. Krzysztof Polewka (w parafii od 2007 roku)
- ks. Artur Czepiel (w parafii od 2018 roku)
- ks. Mieczysław Frytek (w parafii od 2019 roku – pomoc duszpasterska)

## Wspólnoty parafialne
- Rada Duszpasterska
- Rada Ekonomiczna
- Akcja Katolicka
- Róże Różańcowe
- Duszpasterstwo Akademickie
- Straż Honorowa NSPJ
- Ruch Światło-Życie
- Chór parafialny
- Schola
- Ministranci
- Lektorzy

## Zakony pomocnicze
- Siostry Franciszkanki św. Klary (SFSC)